# Cá mú than
Cá mú than, còn gọi là cá mú kẻ mờ, tên khoa học là Cephalopholis boenak, là một loài cá biển thuộc chi Cephalopholis trong họ Cá mú. Loài này được mô tả lần đầu tiên vào năm 1790.

## Từ nguyên
Từ định danh bắt nguồn từ ikan boenak, tên thường gọi bằng tiếng Indonesia của loài cá này (ikan: "cá").

## Phạm vi phân bố và môi trường sống
Cá mú than có phân bố rộng rãi ở khu vực Ấn Độ Dương - Thái Bình Dương, từ bờ biển Đông Phi trải dài về phía đông đến Palau và quần đảo Solomon, ngược lên phía bắc đến quần đảo Ryukyu (Nhật Bản), giới hạn phía nam đến biển San Hô và Nouvelle-Calédonie.
Ở Việt Nam, cá mú than được ghi nhận tại Quảng Ninh, quần đảo Cát Bà, Thanh Hóa, bờ biển từ Đà Nẵng đến Bình Thuận, quần đảo An Thới (Kiên Giang) và Côn Đảo.
Cá mú than sống trên các rạn viền bờ ở độ sâu đến ít nhất là 64 m, nhưng thường được ghi nhận trong khoảng 4–30 m.

## Mô tả
Chiều dài cơ thể lớn nhất được ghi nhận ở cá mú than là 30 cm. Loài này có màu nâu xám lục với khoảng 8 dải nâu sẫm dọc hai bên thân. Các vệt nâu sẫm cũng tập trung xung quanh mắt. Rìa sau của vây lưng và vây hậu môn, cũng như rìa vây đuôi có viền xanh lam óng. Đốm đen ngay góc nắp mang.
Số gai ở vây lưng: 9; Số tia vây ở vây lưng: 15–17; Số gai ở vây hậu môn: 3; Số tia vây ở vây hậu môn: 8; Số tia vây ở vây ngực: 15–17; Số vảy đường bên: 46–51.

## Sinh học
Thức ăn của cá mú than bao gồm các loài cá nhỏ hơn và động vật giáp xác. Độ tuổi lớn nhất được biết đến ở cá mú than là 11 năm tuổi.
Cá mú than có thể sống thành một nhóm, gồm một con đực đầu đàn, một hoặc hai con cái nhỏ hơn, và nhiều cá thể con. Cá đực bảo vệ lãnh thổ của mình và chiếm phạm vi sống lớn hơn đáng kể so với cá cái. Hành vi sinh sản của cá mú than không liên quan đến chu kỳ mặt trăng và có thể diễn ra nhiều lần.
Sự thay đổi giới tính theo hai chiều (đực thành cái và ngược lại) ở cá mú than trưởng thành đã được chứng minh trong điều kiện nuôi nhốt. Trong một nhóm, nếu cá đực bị loại bỏ, cá cái trưởng thành sẽ chuyển đổi thành cá đực. Còn ở những cặp cá đực, con lớn hơn hoặc nhỏ hơn đều có thể chuyển đổi thành cá cái. Sự chuyển đổi giới tính từ đực thành cái chưa được báo cáo trước đây ở chi Cephalopholis, và hầu như không được ghi nhận ở các loài cá mú.

## Thương mại
Cá mú than được khai thác tại nhiều nơi trong phạm vi của chúng. Trước đây, cá mú than không được xem là loài có tầm quan trọng về mặt thương mại ở Hồng Kông, nhưng từ cuối thập niên 90, do sự suy giảm của các loài cá mú thân lớn mà áp lực đánh bắt đối với loài này đã tăng lên, hiện là một trong những loài thường xuyên được đánh bắt ở Hồng Kông.